# Marko Vovtchok
Marko Vovtchok (en ukrainien et en russe : Марко Вовчок), est le pseudonyme masculin de l'écrivaine et traductrice Maria Aleksandrovna Vilinska (en russe : Мария Александровна Вилинская ; en ukrainien : Марія Олександрівна Вілінська). Née le 10 décembre 1833 (22 décembre dans le calendrier grégorien) dans l'Empire russe, dans l'actuelle Ukraine, et morte le 28 juillet 1907 (10 août dans le calendrier grégorien), elle est l’une des premières femmes de lettres ukrainiennes.
Souvent mentionnée en France sous le nom Marko Wovzog, elle est connue du public francophone grâce à Maroussia, une de ses nouvelles ukrainiennes que l'éditeur Pierre-Jules Hetzel a adaptée en roman. Très grand succès de librairie autrefois en France, ce roman patriotique est récompensé par le prix Montyon de l'Académie française en 1879. Traduit dans plusieurs langues européennes, il sera régulièrement réédité en France jusqu’en 1980.

## Biographie

### Enfance et jeunesse
Maria Vilinska naît en 1833 dans l'Empire russe, dans le gouvernement d'Orel, à Sainte-Catherine (Yekaterynyns’ke), situé à Ielets (province d'Orel), près de la frontière de l'Ukraine actuelle. Elle est issue d'une famille désargentée de la petite noblesse russe. Ses aïeux sont originaires de la région de Kiev. Sa mère est une femme instruite qui parle plusieurs langues, aime la musique et les chansons ukrainiennes. Elle sera, en quelque sorte, son premier professeur. Maria a un frère aîné, Valérien, et un frère cadet, Dmitri, qui deviendra lui aussi un écrivain connu. En 1840, son père, officier dans l'armée, meurt quand elle a sept ans. Sa mère se remarie avec un propriétaire terrien qui s’avérera cruel et tyrannique aussi bien envers ses serfs qu'envers sa propre famille.
Pour protéger ses enfants de la violence de leur beau-père, la mère envoie le fils aîné Valérien chez sa sœur, et Maria chez son oncle Nikolaï Danilov, chez qui elle restera plusieurs mois. Puis Maria est envoyée au domaine appartenant à sa tante Varvara Pisareva ; elle y sera élevée par une gouvernante et apprendra la musique, la langue et la littérature française.
De 1845 à 1847, de douze à quatorze ans, Maria Vilinska fréquente un pensionnat privé à Kharkov. Les écolières y reçoivent une éducation laïque et y suivent l'étiquette française : elles parlent français, dansent des danses à la mode, jouent du piano. Maria étudie les langues. Son amie de pension Ludmila Ojiguina dira d'elle : « Je me souviens d'une fort jolie fille. Elle avait un esprit ouvert, elle se tenait simplement et naturellement, ce qui le rendait différente des autres. En outre, elle avait des tresses blondes luxuriantes, et elle portait un pantalon, alors que c'était contraire au règlement de la pension. ». Durant les années passées à Orel, Maria s'intéresse à l'art populaire russe et aux chansons ukrainiennes. En 1854, certaines de ces chansons sont publiées dans le livre de l'ethnographe ukrainien Amvrossi Metlynski : Chansons populaires du sud de la Russie (Народные южнорусские песни).
Au terme de ses études à Orel, Maria s'installe au domaine de l'Aigle et sera sous la tutelle d'une riche tante, Iékaterina Petrovna Mardovina. Celle-ci tient un salon et reçoit chez elle écrivains et folkloristes célèbres tels que Pavel Iakouchkine, Nikolaï Leskov et d'autres. Les opinions du futur écrivain seront influencées par ce long séjour dans les salons intellectuels de sa famille, tel celui de son cousin D. Pissarev (qui deviendra un critique éminent et son proche ami). Maria y rencontre son premier mari, le folkloriste et ethnographe ukrainien Afanassi Markovytch, fils d'un propriétaire terrien ukrainien pauvre, diplômé de l'Université de Kiev ; il se trouve à Orel parce qu'il a été exilé pour avoir fait partie de la Fraternité Saints-Cyrille-et-Méthode, une société ukrainienne nationaliste clandestine.
L'écrivain Nikolaï Leskov brosse le portrait de Maria Vilinska : « Grande, majestueuse, belle, avec des tresses couleur châtain enroulées en couronne sur la tête ; une exceptionnelle profondeur d'âme, de beaux yeux gris. Nous savions tous, à Orel, que même si elle n'avait pas de dot et avait vécu dans la maison de son oncle en tant que "parent pauvre", elle ne manquerait pas de prétendants. » Bientôt, l'amitié entre Maria et Afanassi se mue en amour. La tante de Maria lui trouve un parti qu'elle juge bien plus avantageux pour sa nièce : un propriétaire terrien ayant à son service deux mille serfs. Mais la jeune fille refuse et annonce ses fiançailles avec Afanassi. La tante désapprouvant cette union et ayant posé un ultimatum, Maria quitte le domicile.

### Mariage et départ pour l'Ukraine
En janvier 1851, à l'âge de dix-huit ans, elle épouse Afanassi Markovytch. Elle prend alors le patronyme de son époux et devient Maria Markovytch, d'où le premier élément de son pseudonyme littéraire : Marko. Les autorités russes leur permettent d'aller vivre en Ukraine ; le couple y passera sa lune de miel.
À Tchernigov où se sont installés les jeunes mariés, l'argent manque. Bientôt Maria tombe enceinte. La grossesse est difficile, compliquée par une variété de maladies. Une petite-fille naît, baptisée Vera, qui mourra rapidement. Les Markovytch déménagent à Kiev dans un petit appartement de l'église paroissiale de Kiev-Lybedskaïa. Afanassi ayant obtenu un emploi, la situation financière s’améliore. En 1853, naît un fils, Bogdan.
Maria visite les villages et recueille des éléments du folklore local : particularités de langage, chansons, proverbes, légendes, etc. Ce travail d’ethnographe sera réinvesti dans ses futurs écrits.
Les Markovytch déménagent à Kiev où ils vivront trois ans. Puis en 1855, Afanassi est nommé professeur de géographie à l'école de Nemyriv. La famille vit modestement, car en tant qu'ancien membre d'une organisation politique clandestine, le mari peine à trouver un emploi. Pendant son séjour à Nemyriv, Maria lit avec enthousiasme les poèmes de l'Ukrainien Taras Chevtchenko, ce qui lui permet de mieux comprendre la nature inhumaine du servage, qu'elle dénoncera dans plusieurs de ses futurs écrits.
En 1856, elle rédige ses premières histoires courtes : La Rançon (Выкуп) et Père André (Отец Андрей). Les amis à qui elle les lit, la convainquent de les publier. Aphanassiy les envoie à un ami éditeur, Panteleïmon Koulich, lui-même poète et folkloriste ukrainien. Enthousiasmé par les récits, il en commande d'autres. Peu à peu, sont écrites onze histoires qui composeront un premier recueil, Récits populaires (Народных рассказов). Publié sous le pseudonyme masculin Marko Vovtchok, c'est un très grand succès en Ukraine. Ivan Tourgueniev traduira en russe les Récits populaires et les publiera en Russie en 1859 sous le titre : Contes populaires ukrainiens (Ukrainskie narodnyïe rasskazy) avec le même grand succès. L’œuvre sera souvent comparée aux écrits de l'Américaine Harriet Beecher Stowe, contemporaine de Marko Vovtchok qui dénonçait l’esclavage des Noirs (cf. La Case de l'Oncle Tom).
Pendant son séjour à Nemyriv (1851-1858), Maria aide son mari dans ses études ethnographiques. Elle perfectionne sa maîtrise de la langue ukrainienne et sa connaissance de la culture du peuple ukrainien.

### Les années à Saint-Pétersbourg, Russie
Au début de l'année 1859, elle arrive à Saint-Pétersbourg et y demeurera dix ans. Elle côtoie le cercle des écrivains tels que Taras Chevtchenko, Ivan Tourgueniev, Nikolaï Nekrassov, le poète Alexeï Plechtcheïev, Alexeï Pissemski, et le poète et dramaturge polonais Edward Zeligowski. Elle est également accueillie dans le cercle des personnalités culturelles ukrainiennes dont faisaient notamment partie l'historien Nikolaï Kostomarov et Panteleïmon Koulich.
L'humaniste ukrainien Taras Chevtchenko se prend d'une grande amitié paternelle pour Maria qu'il considérera comme sa fille et son successeur littéraire. Il apprécie beaucoup ses Récits populaires dont le thème du servage était en phase avec ses propres œuvres. Il lui offre un bracelet en or qu'elle chérira plus que tout, et lui dédie le poème Le Songe (Сон). La jeune femme, à son tour, lui dédiera en 1859 son roman Une dame instruite (Інститутка), dans lequel elle défend les droits de la femme.
Dès 1859, les nouvelles de l'auteur attirent l’attention du régime tsariste ; certaines subiront la censure : Karmeliouk (Кармелюк) ainsi que Deux fils (Два сини). Deux fils, récit d'une veuve très pauvre dont les deux fils - ses seuls enfants - sont enrôlés pour cinq ans pour aller à la guerre, et qui supplie en vain les recruteurs de l'armée de lui en laisser un, est une critique à peine voilée de l’État.

### Voyage en Europe de l'Ouest

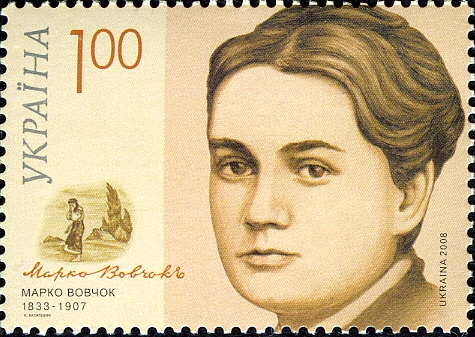
Timbre postal ukrainien commémorant Marko Vovtchok.

Le 29 avril 1859, à 26 ans, Marko Vovtchok, malade, part en malle-poste pour l'Allemagne afin de s'y faire soigner, mais également aux fins d'enrichissement intellectuel. Elle voyage en compagnie de son fils et de l'écrivain russe Ivan Tourgueniev, qui avait déjà vécu en Allemagne et en France et y avait publié ses romans. La jeune femme séjourne d’abord à Berlin et à Dresde, puis à Londres, Rome, Genève et à Paris. Partout, elle inspirera la passion chez nombre d'hommes. Elle apprendra l'allemand. Très intéressée par les nouvelles sociales et littéraires, elle correspond avec de nombreux écrivains, surtout avec Taras Chevtchenko. Elle rencontre Dmitri Mendeleïev, Alexandre Borodine, Ivan Setchenov. Par l'entremise d'Ivan Tourgueniev, elle fait la connaissance de l'écrivain russe Léon Tolstoï, du philosophe Alexandre Herzen et de Jules Verne. Elle fait également la connaissance d'écrivains tchèques (J. Fritsch, J. Neruda) et fréquente le cercle des émigrés révolutionnaires et des écrivains polonais (elle aura une liaison avec le Polonais Passek). Elle s’impliquera dans la distribution des publications révolutionnaires du philosophe russe Alexandre Herzen, lequel militait pour l'émancipation des serfs en Russie.
À Dresde, Marko Vovtchok reçoit la visite de sa cousine Tatiana Passek arrivée de Saint-Pétersbourg avec ses fils. L'un d'eux, Alexandre, 23 ans, tombe éperdument amoureux de Maria, laquelle répond à son amour. Scandalisée par la liaison de son fils avec une femme mariée, la mère d'Alexandre supplie Ivan Tourgueniev de raisonner Maria. L'écrivain envoie à l'auteur une lettre « bien sentie ». Quand il apprend l'adultère de son épouse, Afanassi Markovytch, après avoir soutiré quelque argent au passage, se sépare de Maria ; il ne reverra jamais sa femme et son fils.
Marko Vovtchok s'installe avec Alexandre en Italie où ils se marient civilement. En 1866, après un voyage en Angleterre, Alexandre contracte une phtisie galopante et meurt à l'âge de trente ans.
Au cours des années 1860-1866, Marko Vovtchok séjournera plusieurs fois à Paris. La vie dans la capitale française y est difficile en raison des frais liés aux publications ; elle à tout juste de quoi louer une petite pièce à la périphérie de la ville. Pour améliorer sa situation financière, elle commence à publier ses écrits dans des revues françaises. Quelques-uns de ses Contes folkloriques seront édités, dont Maroussia (Маруся). De son premier séjour en France, elle rédigera ses impressions sur la vie parisienne au travers de douze lettres qui seront publiées en Russie en 1864 et en Ukraine en 1865 sous le titre : Lettres de Paris,.
C'est également pendant son séjour en Europe de l'Ouest qu'elle écrit des romans historiques et des histoires pour la jeunesse : Karmeluk (Кармелюк), son conte de fées le plus remarquable ; L'Esclave (Невольница), Maroussia (Маруся). Avec Les Neuf Frères et leur sœur Halia, la dixième (Девять братьев и десятая сестрица Галя), elle crée un genre littéraire mêlant vie sociale et conte de fées. Certains de ses écrits sont des adaptations directes de légendes et ballades populaires.

### Retour en Russie
En 1867, Marco Vovtchok revient en Russie et mène, à trente-quatre ans, une vie de recluse. Toutefois, passé un certain temps, elle rencontre Dmitri Pissarev, un cousin au second degré, critique littéraire russe ; il devient rapidement le nouvel objet de sa passion. Tous deux s'installent dans une maison de Lopatin, avec le fils de Maria. Durant l'été de 1868, ils partent pour le Golfe de Riga prendre des bains de boue afin d'améliorer la santé de Dmitri. Mais le 17 juillet, Dmitri est retrouvé noyé. Le choc ébranle la santé de Maria ; elle souffrira d'une longue fièvre nerveuse.
En été, Bogdan, le fils de Maria, lui présente des amis en visite, parmi lesquels Michael Lobatch-Joutchenko, jeune officier diplômé de l’École Navale. Ils s’éprennent l'un de l'autre et se marient quelques années plus tard, en 1878, après le décès de son mari.
Bogdan devient un révolutionnaire et est contraint de se cacher de la police. Tombé gravement malade du typhus, Maria part trouver son fils à Moscou, le soigne et parvient à le guérir.
L'Empire russe interdisant désormais de parler la langue ukrainienne, Marko Vovtchok se met à écrire et à faire des traductions dans sa langue maternelle, le russe, pour des magazines russophones (Le Journal russe (Русская газета) et Rumeur (Молва).
Ayant besoin d'argent pour éponger les dettes accumulées lors de ses séjours à Paris, elle signe, le 24 mai 1870, un accord avec l'éditeur Sergueï Zvonarev pour collaborer au journal mensuel illustré Traductions des meilleurs écrivains étrangers (Переводы лучших иностранных писателей). Elle traduira notamment Les Contes d'Andersen, les romans d'Erckmann-Chatrian et de Jules Verne et d'autres auteurs étrangers. De fausses accusations de plagiat courront à son sujet concernant ses traductions des Contes d'Andersen, qui seraient l’œuvre de femmes-nègres qu'elle employait à son service.
Après l'abolition du servage en Russie en 1861, réforme qu'elle critiquera comme n’apportant pas de changement réel dans les faits, Marko Vovtchok traitera dans ses écrits de la condition de la femme et des abus du monde clérical (cf. Journal d’un sacristain, qui subira les coupes de la censure). Elle rédigera en russe : L’Âme vivante (Живая душа, 1868), un réquisitoire contre le libéralisme modéré, Hors des sentiers battus (В глуши, 1875), Journal d’un sacristain (Записки причетника, 1870) et quelques autres romans. Ils n'auront pas le même succès que ses premières œuvres.

### Les dernières années
Les accusations de plagiat et le procès qui s'est ensuivi ayant entaché sa réputation, Marko Vovtchok décide d'abandonner la vie publique et part s'isoler dans une région reculée de Russie, le Caucase du Nord. En 1878, à quarante-cinq ans, elle s'établit à Naltchik. Toutefois, elle retournera de façon épisodique en Ukraine entre 1885 et 1893, où elle travaillera à un dictionnaire ukrainien et à des études folkloriques ukrainiennes, puis reviendra définitivement dans le Caucase.
Elle y meurt le 10 août 1907, à l'âge de soixante-treize ans, assise dans son jardin. Elle a été ensevelie sous son poirier préféré.

## Carrière littéraire
C'est en Ukraine, à Nemyriv, que Marko Vovtchok connaît sa période créative la plus grande ; elle y écrit la plupart de ses premières histoires en langue russe : Récits populaires (1857), Contes de la vie nationale russe (1859), Une dame instruite (Институтка, 1859).
Avec Récits populaires (qui regroupe onze nouvelles), elle atteint le sommet de sa carrière. Son œuvre dépeint de manière très vivante la vie difficile des serfs paysans soumis à l'autorité des riches propriétaires terriens. Le style, expressif et imagé, empreinte aux paysans la richesse de leur langage : leurs tournures poétiques, leurs proverbes, métaphores, traits d'esprit, etc. Le tout est écrit dans le ton lyrique et poétique des récits de légendes, mais sans idéalisation aucune, d'où un sentiment de tristesse qui émane de ces contes. La vie du village ukrainien étant souvent décrite à travers le prisme de l'ethnographie, de façon romancée (ce sera aussi le cas des contes suivants), Récits populaires est parfois éloigné de la vie réelle des paysans.
Son recueil, qui paraît quelques années après la révolte en Ukraine du mouvement paysan dans les années 1850, est acclamé par le monde littéraire ukrainien, notamment par le poète Tarass Chevtchenko qui luttait de son côté pour l'abolition du servage et contre l'occupation russe de l'Ukraine, ainsi que par l'écrivain et folkloriste Panteleïmon Koulich.
L’œuvre de Marko Vovtchok se compose de deux parties très différentes et dans le choix du thème et dans le style d'écriture. Les premiers écrits ont pour sujet des épisodes de la vie des serfs et des seigneurs décrits avec beaucoup de poésie et de sensibilité ; les récits suivants sont une critique mêlée d'humour sarcastique de la vie intellectuelle russe imbue d'elle-même (cf. L’Âme vivante, 1868) ; le ton est sec et dur et si différent que le bruit courra que son mari en est l'auteur. Les derniers écrits de Marko Vovtchok n'auront toutefois pas de succès. Cependant, avec Journal d'un sacristain (1869), roman anti-clérical, l'auteur revient au réalisme du quotidien et nous livre de très belles images du clergé rural.
Cette capacité de Marko Vovtchok — qui a grandi dans un milieu aristocratique — à ressentir et à retranscrire dans ses premiers récits un milieu (le monde paysan) qui lui était somme toute étranger, est un indicateur de son talent littéraire.
D'autres thèmes, tel que le sort tragique d'une femme humiliée, impuissante créature dans une société d'opprimés, seront abordés dans Contes de la vie nationale russe (Рассказы из народного русского быта) mais surtout dans Une dame instruite (Институтка, 1859), œuvre majeure de Marko Vovtchok dans laquelle elle défend les droits de la femme. Après l'abolition du servage en Russie en 1861, l'auteur s'emploiera à traiter dans ses œuvres du passage difficile de la Russie du système du servage au système capitaliste, et de la lenteur de l'application des réformes.
Marko Vovtchok a également été une des premières à traduire les romans de Jules Verne (quinze au total) en ukrainien et en russe pour le compte des éditions françaises Hetzel, mais aussi des romans de Victor Hugo, Erckmann-Chatrian et Hector Malot. Multilingue ; elle a également traduit les travaux d'auteurs allemands (le zoologue et écrivain Alfred Edmund Brehm) et anglais (Charles Darwin), ainsi que des écrivains danois et polonais (Boleslaw Prus).
Aujourd’hui quelque peu oubliée, Marko Vovtchok a œuvré d'une manière indirecte et non militante à la dénonciation de la condition des serfs. Le côté féministe de son œuvre commence tout juste à être étudié. Il y a du George Sand (1804-1876) chez Marko Vovtchok, sa contemporaine à laquelle elle a parfois été comparée pour ses œuvres champêtres, sa défense des femmes, sa quête de justice sociale mais aussi pour ses nombreuses amours.

## Marko Vovtchok et la France
Plus qu'en aucun autre pays d'Europe occidentale, c'est en France que Marko Vovtchok a séjourné le plus souvent et le plus longtemps. Toutefois, en dehors de trois contes parus dans les journaux du célèbre éditeur Pierre-Jules Hetzel (l'éditeur des romans de Jules Verne), son œuvre majeure, Récits populaires, n'y sera pas publiée. Ivan Tourgueniev avait bien envoyé une traduction à son ami Prosper Mérimée — alors dans sa période littéraire « cosaque » — pour une éventuelle publication en France. Dans une lettre de 1860, Prosper Mérimée lui répond : 

« Pour plaire dans ce pays-ci, il faudrait que ces nouvelles soient précédées d’une préface et d’un petit cours de législation russe. Je crains en outre qu’on ne les trouvât trop pauvres d’événements. Il me semble qu’une partie de leur mérite tient à la vérité du dialogue. Il y a dans la langue de vos paysans une certaine poésie qui semblerait fort étrange en français. Nos paysans sont aussi plats de style et aussi prosaïques que les élégants de nos salons, »

Lorsque, quelques années plus tard, en 1865, Marko Vovtchok donne à lire ses Récits populaires à l'éditeur Hetzel, celui-ci lui écrit :

« J’ai lu le manuscrit que vous m’avez laissé. Le talent de l’auteur est pour moi hors de contestation. Le livre a en lui-même une vraie valeur mais les mœurs qu’il peint sont bien en-dehors de notre monde français pour qu’il ne me paraisse sage de débuter par cet ouvrage, »

De fait, le choix d'Hetzel se portera sur des nouvelles pour la jeunesse, moins « typées », telles L'Ours (Ведмідь), mais surtout Maroussia (Маруся), dont la publication connaîtra le succès que l'on sait.

## Œuvre littéraire

### Œuvres traduites en français
Si plusieurs récits de Marko Vovtchok ont paru dans les journaux, peu de livres ont été publiés :
- 1878 : Maroussia (Маруся) - Par P.-J. Stahl, d'après une légende de Markowovzok ; dessins par Théophile Schuler ; gravures par Adolphe-François Pannemaker ; Paris : J. Hetzel, collection : Bibliothèque d'éducation et de récréation, 272 p. Lire en ligne
- 1878 : L'Ours de Sibérie et Mademoiselle Quatre-Épingles (Vedmid, Ведмідь) - Texte par Stahl et Marco-Wovzoc ; vignettes par Lorenz Froelich ; gravures par Matthis ; Paris : J. Hetzel, collection : Bibliothèque d'éducation et de récréation, 22 p., avec texte en regard. À d'abord paru dans les journaux d'Hetzel à partir de 1866. Lire en ligne
- 1986 : Une dame instruite (Instytoutka, Інститутка) - Traduit de l'ukrainien par Stanislas Dovhanuk, illustré par Serguiï Adamovytch ; Kiev : Éditions Dnipro, 118 p[18]. Lire en ligne
- 1898 : Le Chemin glissant - Par P.-J. Stahl, d'après Marko Wowzock ; illustrations de Lorenz Froelich ; Paris : J. Hetzel, Collection : « Petite bibliothèque blanche », 126 p.[19] (Lire en ligne)
- 1999 : Contes russes et ukrainiens - D'après Alexandre Afanassiev, Marko Vovtchok et Ivan Tourgueniev ; traduits du russe et présentés par Michel Cadot ; Paris : Hachette littératures, 203 p.  (ISBN 2-01-235526-9)
- 2009 : Le Voyage en glaçon : histoires pour les enfants sages du XIXe siècle de Marko Vovtchok et Pierre-Jules Hetzel[20] ; présentées par Iryna Dmytrychyne et Nicolas Petit, illustrations d'Igor Mekhtiev ; Paris : L'Harmattan, collection : Présence ukrainienne, section Jeunesse, éditions L'Harmattan, 173 p.  (ISBN 978-2-296-10892-9)

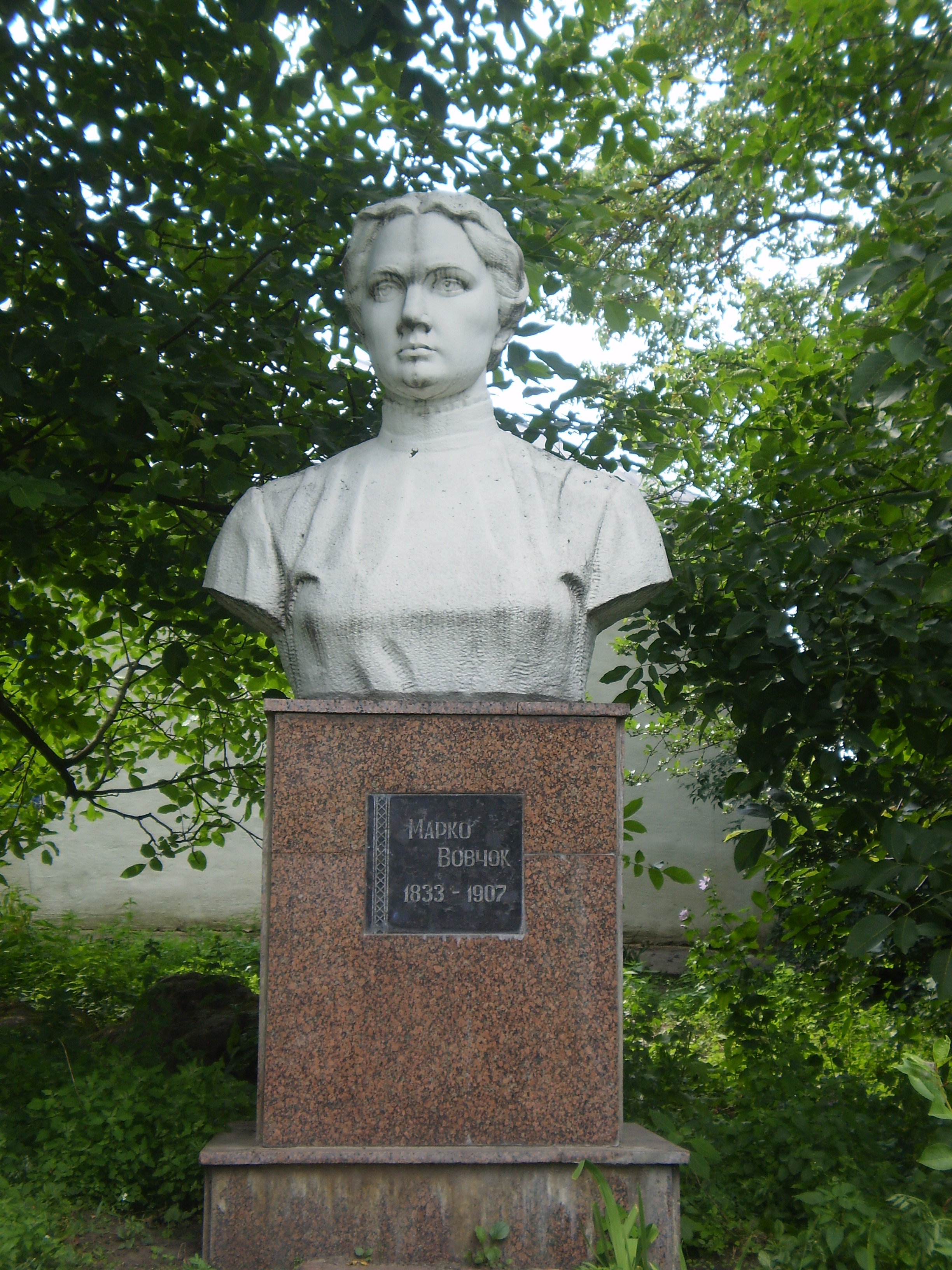
Buste de Marko Vovtchok à Naltchik (Russie)

### Œuvre complète
Note : Hors les titres publiés en France, le titre français est la traduction littérale du titre original.

#### Recueils de contes
- 1857 : Récits populaires (Narodni opovidannia, Народні оповідання). Titre russe : Récits folkloriques ukrainiens (Украинские народные рассказы)
- 1859 : Contes populaires (Narodnyïe rasskazy, Народные рассказы)
- 1859 : Contes de la vie nationale russe (Рассказы из народного русского быта)
- 1862 : Récits populaires (deuxième tome)

#### Romans
- 1868 : L’Âme vivante (Jivaïa doucha, Живая душа)
- 1869 : Journal d’un sacristain (Zapiski pritchetnika, Записки причетника)
- 1873 : Nid douillet (Tioploïe gniozdychko, Тёплое гнёздышко)
- 1875 : Hors des sentiers battus (V glouchi, В глуши)
- Idylle rurale (Selskaïa idilliya, Сельская идиллия)

#### Récits
- 1859 : Une dame instruite (Instytoutka, Інститутка) Lire en ligne
- 1860 : Le Roi rouge (Tchervonyï korol, Червонный король)
- 1861 : La Femme de tulle (Tulevaïa baba, Тюлевая баба)
- 1862 : Ville sourde (Глухой городок)
- Paul Tchornovyl (Pavlo Tchornokryl, Павло Чорнокрил)
- Le Coquin ((uk) Proïdysvit, Пройдисвіт)
- Trois parques (Try doli, Три долі)
- Haydamaky (Гайдамаки)

#### Historiettes et nouvelles
- 1861 : Trois sœurs (Tri Sestry, Три сестры). À d'abord paru sous le titre Il était une fois trois sœurs (Жили да Были Три сестры)
- 1863 : Karmelyouk (Кармелюк), conte de fée adapté d'une légende populaire
- 1871 : Maroussia (Маруся) Lire en ligne
- 1876 - 1899 : Vacances à la campagne (Отдых в деревне)
- L'Ours de Sibérie et Mademoiselle Quatre-Épingles ((uk) Vedmid, Ведмідь) Lire en ligne
- Les Neuf Frères et leur sœur Halia (Deviat' brativ i dessiata sestrytsia Halia, Дев’ять братів і десята сестриця Галя), adaptation d'une légende populaire
- Zateïnik (Затейник)
- Lymerivna (Лимерiвна), adaptation d'une légende populaire
- L'esclave (Nevil’nytchka, Невільничка)
- Voyage à l'intérieur du pays (Poutechestvie vo vnoutr' strany, Путешествие во внутрь страны)
- L'Aventure du diable ((uk) Tchortova pryhoda, Чортова пригода)
- Yak Khapko solodou vidriksia ((uk) Як Хапко солоду відрікся)
- Agrippine (Аграфена) ; (uk) Horpyna (Горпина)
- Le Rachat ((uk) Vykoup, Викуп)
- Daniel Gourtch (Danylo Hurtch, Данило Гурч)
- Deux fils (Dva syny, Два сини)
- Catherine (Kateryna, Катерина)
- La Fille du Cosaque[21] (Kozatchka, Козачка)
- La Fille du marchand (Koupetcheskaïa dotchka, Купеческая дочка)
- Ledachtchytsia (Ледащиця)
- Maxime Grimatch (Maksym Hrymatch, Максим Гримач)
- Macha (Маша)
- Mal assortis ((uk) Ne do pary (Не до пари)
- Odarka (Одарка)
- Père André (Otets Andriï, Отець Андрій)
- Sacha (Саша)
- La Sœur (Sestra, Сестра)
- La Belle-mère ((uk) Svekroukha, Свекруха)
- Le Songe (Son, Сон)
- Enchantement ((uk) Tchary, Чари)
- Tchoumak (Чумак)
- Igrouchetchka (Игрушечка)
- Magie (Волшебство)
- Nadèja (Надежа)

#### Essai
- 1864 : Lettres de Paris[22] (Pisma iz Parija, Письма из Парижа), douze lettres donnant les impressions de l'auteur sur la vie parisienne surtout, mais aussi sur d'autres régions de France[23],[9].

## Reconnaissance

### En Ukraine
En 2008, l'Ukraine émet un timbre poste à l'effigie de Marko Vovtchok.
Des rues portent le nom de l'écrivain dans les villes de Kiev, Lvov, Dnipropetrovsk et Soumy.
À Kiev, la capitale, une plaque commémorative a été apposée sur une maison (rue des trois saints, Трьохсвятительська вулиця)

### En Russie
À Naltchik, station thermale et capitale de la République de Kabardino-Balkarie, où Marko Vovtchok vécut les dernières années de sa vie, un monument a été érigé le 4 août 1978 en son honneur (œuvre du sculpteur ukrainien V. Fechtchenko).
Ont été classés au patrimoine culturel : sa maison dans le village d'Alexandrov, où elle a vécu de 1889 à 1906 ; sa maison à Naltchik, située dans le hameau Dolynskyï, où elle a passé la dernière année de sa vie et dans le jardin de laquelle elle est enterrée, maison devenue un musée.

## Prix
- Prix Montyon de l'Académie française pour Maroussia (30 mars 1879)